# Kwaluseni
Koordinaten: 26° 29′ S, 31° 20′ O
Kwaluseni ist ein Ort in Eswatini. Er liegt in der Region Manzini und hat rund 3395 Einwohner. Der Ort liegt 723 Meter über dem Meeresspiegel im Middleveld zwischen Mbabane im Nordwesten und Manzini, nur wenige Kilometer westlich von Manzini. Südlich von Kwaluseni fließt von West nach Ost der Lusushwana, ein Nebenfluss des Lusutfu. Kwaluseni gehört zum gleichnamigen Inkhundla.
Kwaluseni ist Hauptsitz der 1982 gegründeten, 2018 umbenannten University of Eswatini.
Der Ort liegt an der Fernstraße MR3, die Mbabane mit Manzini verbindet. Die MR103 zweigt in Kwaluseni ab. Sie führt parallel zur MR3 und vereinigt sich im weiteren Verlauf mit ihr. Das Gewerbegebiet Matsapha und der Matsapha Airport liegen wenige Kilometer südwestlich von Kwaluseni.